# Jan Palouš
Jan Palouš (25. října 1888 České Budějovice – 25. září 1971 Praha), do roku 1947 Jan Leopold Alois Pallausch, byl český a československý lední hokejista, autor memoárů a filmový režisér. Patřil mezi české hokejové mušketýry, proslavil se jako střelec první branky hokejového mužstva Čech a získal dva tituly mistra Evropy. Používal mnoho dalších jmen, jako Pal, Valda, Algy ad.

## Život

### Mládí
Narodil se jako Jan Leopold Alois Pallausch, syn báňského rady Aloise Pallausche (1835–1914) a jeho manželky Leopoldiny, rozené Limpové (1849–1916). K úřední změně příjmení na Palouš došlo až v roce 1947. Od roku 1899 byla rodina policejně hlášena na Královských Vinohradech (dnes Praha), Jan byl nejmladší ze šesti dětí. Vystudoval pražskou techniku.

### Rodinný život
Dne 28. října 1919 se oženil (civilní sňatek) s Marií Kafkovou (1889–??). Syn Radim Palouš byl filosof, pedagog a komeniolog, mluvčí Charty 77 a v letech 1990–1994 rektor Univerzity Karlovy.

### Po 2. světové válce
Po druhé světové válce se věnoval redakční činnost, sepsal svoje memoáry. V roce 1959 získal spolu s dalšími vynikajícími bývalými fotbalisty a hokejisty titul Zasloužilý mistr sportu.
Zemřel v Praze.

## Sportovní dráha
Jan Palouš hrál od mládí bandy hokej za Akademický SK (později přejmenovaný na Českou sportovní společnost). Jako člen tohoto klubu se společně s hráči Slavie Praha v roce 1909 v Chamonix seznámil na mezinárodní úrovni se skutečným ledním hokejem (tehdy pro rozlišení označovaným slovem kanadský). Vstřelil tam historicky první reprezentační český gól v tomto sportu. Po návratu z Chamonix v časopise Sport a hry zveřejnil myšlenku, že lední hokej v budoucnu dostane přednost před bandy hokejem. Novinářsky byl činný i v dalších letech. V roce 1912 požadoval postavení zastřešené haly s umělým ledem v Praze shodou okolností právě na místě, kde se tak po více než padesáti letech i stalo. Byl pevnou součástí národního hokejové reprezentace Čech. Před první světovou válkou vynechal pouze první dva zápasy na mistrovství Evropy v ledním hokeji 1914, kam se dopravil po složených zkouškách na technice potají až k poslednímu utkání.
Po 1. světové válce změnil klubový dres a přešel do Slavie Praha. Jako hráč Československa se zúčastnil olympijských turnajů v letech 1920 (zde Čechoslováci získali bronz) a 1924, které byly zároveň i prvními mistrovstvími světa, a jednoho mistrovství Evropy 1921. Reprezentoval dohromady v 19 zápasech, v nichž vstřelil 2 góly.
V roce 2010 byl uveden do Síně slávy českého hokeje.

## Redaktor, spisovatel a filmař
Byl redaktorem Prager Presse, sportovním publicistou a autorem pamětí. V 50. letech 20. století spolupracoval na obrazových publikacích, mj. se synem Radimem Paloušem.

### Memoárová literatura
- Haló, zde redaktor Laufer! (vzpomínky a dobrodružství sportovního hlasatele v klubech a na hříšti, ve vlaku a u mikrofonu; pod původním příjmením J.A. Pallauš, kresby Ondřej Sekora; Praha, Orbis, 1931)
- Mušketýři s hokejkou (vyprávění o smutných a veselých osudech našich prvních hokejistů, předmluva Josef Laufer, ilustrace Jiří Hejna; Praha, Mladá fronta, 1955, 1959, 1968)
- S hokejkou po světě (obálka, vazba a ilustrace Jiří Hejna; Praha, Mladá fronta, 1956)

### Ostatní
- Tvář Československa (sestavil Jan A. Palouš, texty František Halas; Praha : Orbis, 1948)

### Filmografie
Režíroval filmy Noční děs (1914), Šestnáctiletá (1918), Sen frátera Ondřeje (1918), Princezna z chalupy (1918), České nebe (1918), Čertisko (1918) a Cesta kolem republiky (1923).
K filmu Princezna z chalupy napsal scénář, ve filmu Cesta kolem republiky též účinkoval.